# Zimmersee

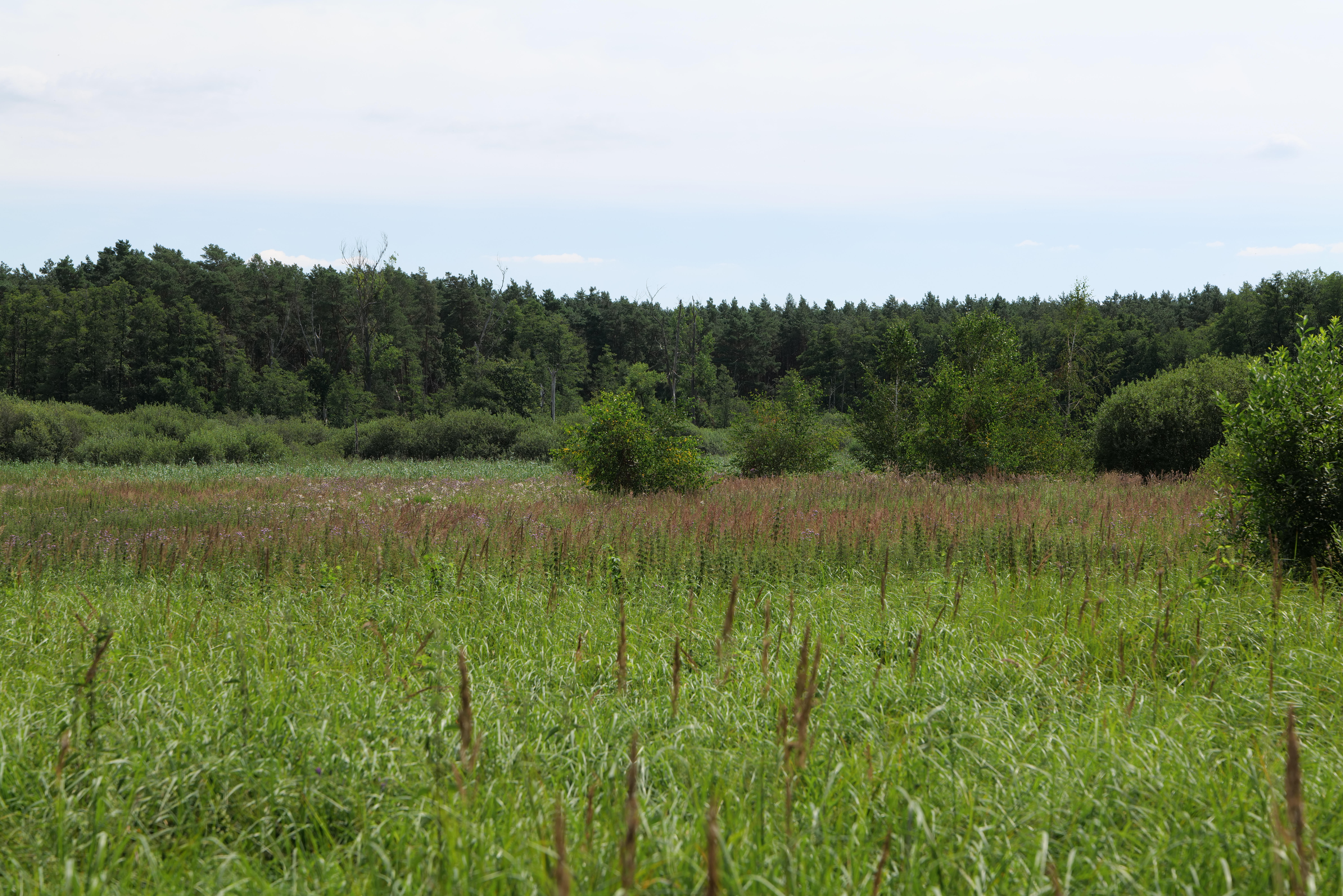
Naturschutzgebiet Zimmersee (August 2020)

Das Naturschutzgebiet Zimmersee liegt im Landkreis Märkisch-Oderland in Brandenburg.
Das Naturschutzgebiet erstreckt sich nordöstlich von Rehfelde-Siedlung, einem Wohnplatz in der Gemeinde Rehfelde, und nordwestlich von Garzau. Am östlichen Rand des Gebietes verläuft die Landesstraße L 233.

## Bedeutung
Das rund 68,7 ha große Gebiet mit der Kenn-Nummer 1529 wurde mit Verordnung vom 1. Oktober 2005 unter Naturschutz gestellt.